# John Strong Newberry
John Strong Newberry ( 22 de diciembre de 1822 Windsor (Connecticut) - 7 de diciembre de 1892 New Haven (Connecticut)) fue un geólogo, médico, explorador y escritor estadounidense, así como un miembro del Megatherium Club del Instituto Smithsoniano en Washington D. C..
Pasó gran parte de sus primeros años en la Western Reserve de Ohio. Se graduó de la Western Reserve University en 1846 y de la Escuela Médica de Cleveland en 1848. Después de dos años de estudiar medicina y paleontología en París, estableció su consulta a Cleveland (1851).
En 1855 se unió a una expedición de exploración encabezada por el Lugarteniente Williamson, enviada por el Departamento de Guerra para estudiar el terreno entre San Francisco y el río Columbia. El 1857-58 fue el geólogo de una expedición encabezada por Lugarteniente Ives para explorar el río Colorado, y el naturalista de una expedición dirigida por el Capitán Macombe, que estudió el suroeste de Colorado y partes adyacentes de Utah, Arizona y Nuevo México. Fue el primer geólogo conocido en visitar el Gran Cañón. Se le ofreció una cátedra en la Universidad Columbia (actualmente la Universidad George Washington) en 1857. Durante la guerra civil de Estados Unidos, el Dr. Newberry fue el secretario de la Comisión Sanitaria del Valle del Misisipí. En 1886 se le ofreció la cátedra de geología y paleontología en la Escuela de Minas, en la Universidad de Columbia, que aceptó y ocupó durante 24 años.

## Honores
- director del Servicio Geológico de Ohio
- miembro del Servicio Geológico de Illinois
- Pte. de la American Association for the Advancement of Science
- Pte. de la Academia de las Ciencias de Nueva York
- Pte. del Torrey Botanical Club

- organizador de la Sociedad Geológica de América en Cleveland en 1888
- comité para organizar un congreso geológico internacional, del cual fue presidente en 1891
- 1888: Medalla Murchison de la Sociedad Geológica de Londres.

### Eponimia
- cráter de Newberry en Oregón (actualmente en el Monumento Volcánico Nacional Newberry ) fue llamado en su honor en 1903

## Obra
- Reports of Explorations and Surveys to Ascertain the Most Practical and Economic Route for a Railroad from the Mississippi River to the Pacific Coast, Made in 1855-56 (Washington, 1857)

- Report on the Colorado River of the West, Explored in 1857-58 (Washington, 1861)

- Reports of the Exploring Expedition from Santa Fé to the Junction of the Grande and Green Rivers (Washington, 1876)

- The Rock Oils of Ohio (1859)

- Iron Resources of the United States (1874)

- The Structure and Relations of Dinichthys (1875)

- The Origin and Classification of Ore Deposits (1880)

- Report on the Fossil Fishes Collected on the Illinois Geological Survey (1886)

- The flora of the Amboy Clays (abstract) (1886)

- Fossil Fishes and Fossil Plants of the Triassic Rocks of Nueva Jersey and the Connecticut Valley (1888)

- Paleozoic Fishes of North America (1889)

- Later Extinct Floras (1898)
- La abreviatura «Newb.» se emplea para indicar a John Strong Newberry como autoridad en la descripción y clasificación científica de los vegetales.[1]